# Шваб, Герман (актёр)
Герман Шваб (нем. Hermann Schwab; 2 июля 1861, Амстердам — 22 июля 1951, Утрехт) — нидерландский актёр, театральный режиссёр и переводчик немецкого происхождения.
В 1879—1882 гг. учился в театральной школе, после чего поступил в труппу Королевского нидерландского театра, выступавшую в Гааге и Амстердаме, положив тем самым начало более чем полувековой исполнительской карьере. Дебютировал в 1882 г. в роли дофина в драме Казимира Делавиня «Людовик XI».
В 1893—1895 и 1897—1902 гг. выступал на сцене Нидерландского театрального общества, в промежутке играл в театре Йозефа ван Лира. В 1903 г. дебютировал как режиссёр, поставив в амстердамском лирическом театре драму Максима Горького «На дне» в собственном переводе (под названием «Ночлежка», нидерл. Nachtasyl). В сезоне 1903—1904 гг. работал также в недолго просуществовавшей Нидерландской опере (нидерл. De Nederlandsche Opera), где поставил оперетту Жака Оффенбаха «Свадьба при фонарях» и оперу Энгельберта Хумпердинка «Гензель и Гретель». Затем вновь играл и изредка ставил спектакли в театре ван Лира, в 1912 году вернулся в Королевский нидерландский театр, где играл в собственных постановках и, реже, в постановках Эдуарда Веркаде. В 1921—1923 гг. в труппе Столичного театра, затем до 1934 г. в Объединённом роттердамском и столичном театре, в 1934—1936 гг. в амстердамском Центральном театре. В последний раз вышел на сцену в 1940 году в роли доктора Гейдера в драме Герхарта Гауптмана «Перед заходом солнца».
С 1887 г. был женат на актрисе Вильгельмине Вельман, с которой сотрудничал и на сцене. Рыцарь Ордена Оранских-Нассау (1931).